# Nichole M. Danzl
Nichole M. Danzl   (segle XX) és una astrònoma i biòlega estatunidenca que ha descobert diversos objectes transneptunians mentre treballava amb el sondeig Spacewatch.

## Carrera professional
Danzl va estudiar biologia a la Universitat d'Arizona. És investigadora científica del Centre Mèdic de la Universitat de Colúmbia. Entre 1995 i 1998, va descobrir un total de sis planetes menors, com a part del seu treball al programa Spacewatch.

## Premis i honors
L'asteroide (10720) Danzl, descobert pels astrònoms amb el sondeig Spacewatch a l'Observatori Kitt Peak el 1986, va rebre el seu nom. El nom oficial va ser publicat pel Minor Planet Center el 9 de maig de 2001.

## Publicacions
- Larsen, Jeffrey A.; Gleason, Arianna E.; Danzl, Nichole M.; Descour, Anne S.; McMillan, Robert S. «The Spacewatch Wide-Area Survey for Bright Centaurs and Trans-Neptunian Objects» (en anglès). The Astronomical Journal. American Astronomical Society, 121(1), 2001, pàg. 562–579. Bibcode: 2001AJ....121..562L. DOI: 10.1086/318022. ISSN: 0004-6256.
- Donlin, Laura T.; Danzl, Nichole M.; Wanjalla, Celestine; Alexandropoulos, Konstantina «Deficiency in Expression of the Signaling Protein Sin/Efs Leads to T-Lymphocyte Activation and Mucosal Inflammation» (en anglès). Molecular and Cellular Biology. American Society for Microbiology, 25(24), 15-12-2005, pàg. 11035-11046. DOI: 10.1128/mcb.25.24.11035-11046.2005. ISSN: 0270-7306. PMC: 1316950. PMID: 16314525.
- Echeverria, Adriana P.; Cohn, Ian S.; Danko, David C.; Shanaj, Sara; Blair, Lily «Sequencing of Circulating Microbial Cell-Free DNA Can Identify Pathogens in Periprosthetic Joint Infections» (en anglès). The Journal of Bone and Joint Surgery. American Volume, 103(18), 15-09-2021, pàg. 1705–1712. DOI: 10.2106/JBJS.20.02229. ISSN: 1535-1386. PMID: 34293751.
- Europe PMC «Lymphohematopoietic graft-versus-host responses promote mixed chimerism in patients receiving intestinal transplantation» (en anglès). The Journal of Clinical Investigation, 131(8), 2021, pàg. 141698. DOI: 10.1172/JCI141698. PMC: 8062082. PMID: 33630757.
- «Tissue-Resident Memory T Cells Mediate Immune Homeostasis in the Human Pancreas through the PD-1/PD-L1 Pathway» (en anglès). Arxivat de l'original el 2021-10-26. [Consulta: 22 agost 2023].

### Llista de planetes menors descoberts
| (24835) 1995 SM 55                                                 | 19 de setembre de 1995 | MPC     |
| (26181) 1996 GQ 21                                                 | 12 d'abril de 1996     | MPC     |
| (26308) 1998 SM 165                                                | 16 de setembre de 1998 | MPC     |
| (33128) 1998 BU 48                                                 | 22 de gener de 1998    | MPC     |
| (33340) 1998 VG 44}                                                | 14 de novembre de 1998 | MPC [A] |
| 52975 Cyllarus                                                     | 12 d'octubre de 1998   | MPC     |
| Co-descobriment junt amb: A Jeffrey A. Larsen i Arianna E. Gleason |                        |         |